# Хайме Морон Леон (стадіон)
Олімпійський Стадіон імені Хайме Морона Леона (ісп. Estadio Olímpico Jaime Morón León), раніше відомий як «Педро де Ередія» (ісп. Pedro de Heredia) — футбольний стадіон у місті Картахена, Колумбія, що вміщує 16 068 глядачів. Є домашньою ареною клубу «Реал Картахена».

## Історія
Стадіон було відкрито 1958 року під назвою «Педро де Ередія» .
2004 року почалась реконструкція арени до ХХ Центральноамериканських та карибських ігор 2006 року.
У 2007 році стадіон отримав назву Олімпійський стадіон імені Хайме Морона Леона, на честь футболіста з Картахени Хайме Морона, який виступаючи за «Мільйонерів» ставав чемпіоном Колумбії в 1972 і 1978 роках, а зі збірною Колумбії їздив на Олімпійські ігри 1972 року. Хайме Морон помер у 2005 році.
Протягом 2010 року та перших місяців року 2011 року на стадіоні пройшла чергова реконструкція для проведення молодіжного чемпіонату світу 2011 року.

## Турніри

### Молодіжний чемпіонат світу 2011
| Дата           | Етап        | Команда    |  | Результат |  | Команда   | Глядачів                                                   |
| -------------- | ----------- | ---------- |  | --------- |  | --------- | ---------------------------------------------------------- |
| 29 липня 2011  | Група E     | Австрія    |  | 0 — 0     |  | Панама    | 13 198 Звіт [Архівовано 23 грудня 2019 у Wayback Machine.] |
| 4 серпня 2011  | Група F     | Мексика    |  | 0 — 0     |  | Англія    | 16 042 Звіт [Архівовано 23 грудня 2019 у Wayback Machine.] |
| 4 серпня 2011  | Група E     | Єгипет     |  | 4 — 0     |  | Австрія   | 16 042 Звіт [Архівовано 23 грудня 2019 у Wayback Machine.] |
| 10 серпня 2011 | Плей-офф    | Франція    |  | 1 — 0     |  | Еквадор   | 15 958 Звіт [Архівовано 23 грудня 2019 у Wayback Machine.] |
| 13 серпня 2011 | Чвертьфінал | Португалія |  | 0 — 0     |  | Аргентина | 15 946 Звіт [Архівовано 23 грудня 2019 у Wayback Machine.] |